# Mini Moni Jankenpyon! / Haru Natsu Aki Fuyu Daisukki!
Singles de Mini Moni
Mini Moni Telephone! Rin Rin Rin (...)
(2001)
Mini Moni Jankenpyon! / Haru Natsu Aki Fuyu Daisukki! (ミニモニ。ジャンケンぴょん!/春夏秋冬だいすっき!, ou Minimoni Jankenpyon!...) est le 1er single du groupe de J-pop Mini Moni, sous-groupe de Morning Musume, sorti en 2001.

## Présentation
Il sort le 17 janvier 2001 au Japon sous le label Zetima, écrit et produit par Tsunku. Il atteint la 1re place du classement de l'Oricon. Il se vend à 265 270 exemplaires la première semaine, et reste classé pendant 17 semaines, pour un total de 763 380 exemplaires vendus durant cette période ; il restera le disque le plus vendu du groupe.
C'est un single "double face A", contenant deux chansons et leurs versions instrumentales.
Les deux chansons figureront d'abord sur la compilation commune Together! -Tanpopo, Petit, Mini, Yūko- qui sortira trois mois plus tard, puis sur le premier album du groupe, Mini Moni Song Daihyakka Ikkan qui sortira un an et demi plus tard. La première chanson, Mini Moni Jankenpyon!, l'une des plus populaires du groupe, sera également remixée sur l'album Club Hello! Trance Remix de 2002, puis reprise par le groupe avec Ai Takahashi à la place de Mari Yaguchi en troisième titre sur le single Mini Moni Kazoe Uta de 2003 ; elle sera aussi remixée sous forme de courts interludes sur le second album, Mini Moni Songs 2 de 2004. Son clip vidéo sortira en vidéo (VHS et DVD) deux mois plus tard, le 14 mars 2001.
Membres du groupe
Mari Yaguchi ; Nozomi Tsuji ; Ai Kago ; Mika Todd

## Liste des titres
Toutes les chansons sont écrites et composées par Tsunku.
| 1. | Mini Moni Jankenpyon! (ミニモニ。ジャンケンぴょん!)                        | Takao Konishi | 3:12 |
| 2. | Haru Natsu Aki Fuyu Daisukki! (春夏秋冬だいすっき!)                        | Rui Nagai     | 4:40 |
| 3. | Mini Moni Jankenpyon! (Original Karaoke) (...オリジナル・カラオケ)         | Takao Konishi | 3:12 |
| 4. | Haru Natsu Aki Fuyu Daisukki! (Original Karaoke) (...オリジナル・カラオケ) | Rui Nagai     | 4:37 |

| 1. | Mini Moni Jankenpyon! (ミニモニ。ジャンケンぴょん!)                           |  |
| 2. | Mini Moni Jankenpyon! (Odoru da Pyon! Version) (...踊るだぴょん!ヴァージョン) |  |